# فرانكو باليريني
فرانكو باليريني (بالإيطالية: Franco Ballerini)‏ مواليد 11 ديسمبر 1964 في فلورنسا - الوفاة 07 فبراير 2010 في بستويا، كان دراج إيطالي في صنف سباق الدراجات على الطريق.

## سجل النتائج

### سباقات أو مراحل فاز بها
- طواف إيطاليا

## روابط خارجية
- فرانكو باليريني على موقع أرشيف الدراجات (الإنجليزية)
- فرانكو باليريني على موقع إحصائيات الدراجات الإحترافية (الإنجليزية)
- فرانكو باليريني على موقع CycleBase (الإنجليزية)
- فرانكو باليريني على موقع CONI honoured athlete website (الإيطالية)